# Гроттос (Вірджинія)
Гроттос (англ. Grottoes) — місто (англ. town) в США, в округах Рокінгем і Огаста штату Вірджинія. Населення — 2899 осіб (2020).

## Географія
Гроттос розташований за координатами 38°16′12″ пн. ш. 78°49′25″ зх. д. / 38.27000° пн. ш. 78.82361° зх. д. (38.269912, -78.823647).  За даними Бюро перепису населення США в 2010 році місто мало площу 4,95 км², з яких 4,88 км² — суходіл та 0,07 км² — водойми. В 2017 році площа становила 5,39 км², з яких 5,29 км² — суходіл та 0,09 км² — водойми.

## Демографія
Згідно з переписом 2010 року, у місті мешкало 2668 осіб у 1076 домогосподарствах у складі 738 родин. Густота населення становила 539 осіб/км².  Було 1135 помешкань (229/км²).
Расовий склад населення:
| - 92,2 % — білих - 3,5 % — чорних або афроамериканців - 0,6 % — азіатів - 0,4 % — корінних американців - 1,9 % — осіб інших рас |

До двох чи більше рас належало 1,4 %. Частка іспаномовних становила 5,0 % від усіх жителів.
За віковим діапазоном населення розподілялося таким чином: 26,6 % — особи молодші 18 років, 61,9 % — особи у віці 18—64 років, 11,5 % — особи у віці 65 років та старші. Медіана віку мешканця становила 36,6 року. На 100 осіб жіночої статі у місті припадало 92,4 чоловіків;  на 100 жінок у віці від 18 років та старших — 85,3 чоловіків також старших 18 років.
Середній дохід на одне домашнє господарство  становив 53 754 долари США (медіана — 46 929), а середній дохід на одну сім'ю — 64 640 доларів (медіана — 60 925). Медіана доходів становила 50 197 доларів для чоловіків та 30 769 доларів для жінок. За межею бідності перебувало 13,3 % осіб, у тому числі 18,9 % дітей у віці до 18 років та 22,4 % осіб у віці 65 років та старших.
Цивільне працевлаштоване населення становило 1306 осіб. Основні галузі зайнятості: виробництво — 24,0 %, освіта, охорона здоров'я та соціальна допомога — 18,9 %, роздрібна торгівля — 12,2 %, мистецтво, розваги та відпочинок — 8,4 %.